# E-Prix de Zúrich
El e-Prix de Zúrich es una carrera de monoplazas eléctricos del campeonato mundial de la Fórmula E, celebrada en Zúrich, Suiza. La primera edición del evento se realizó en la temporada 2017-18.

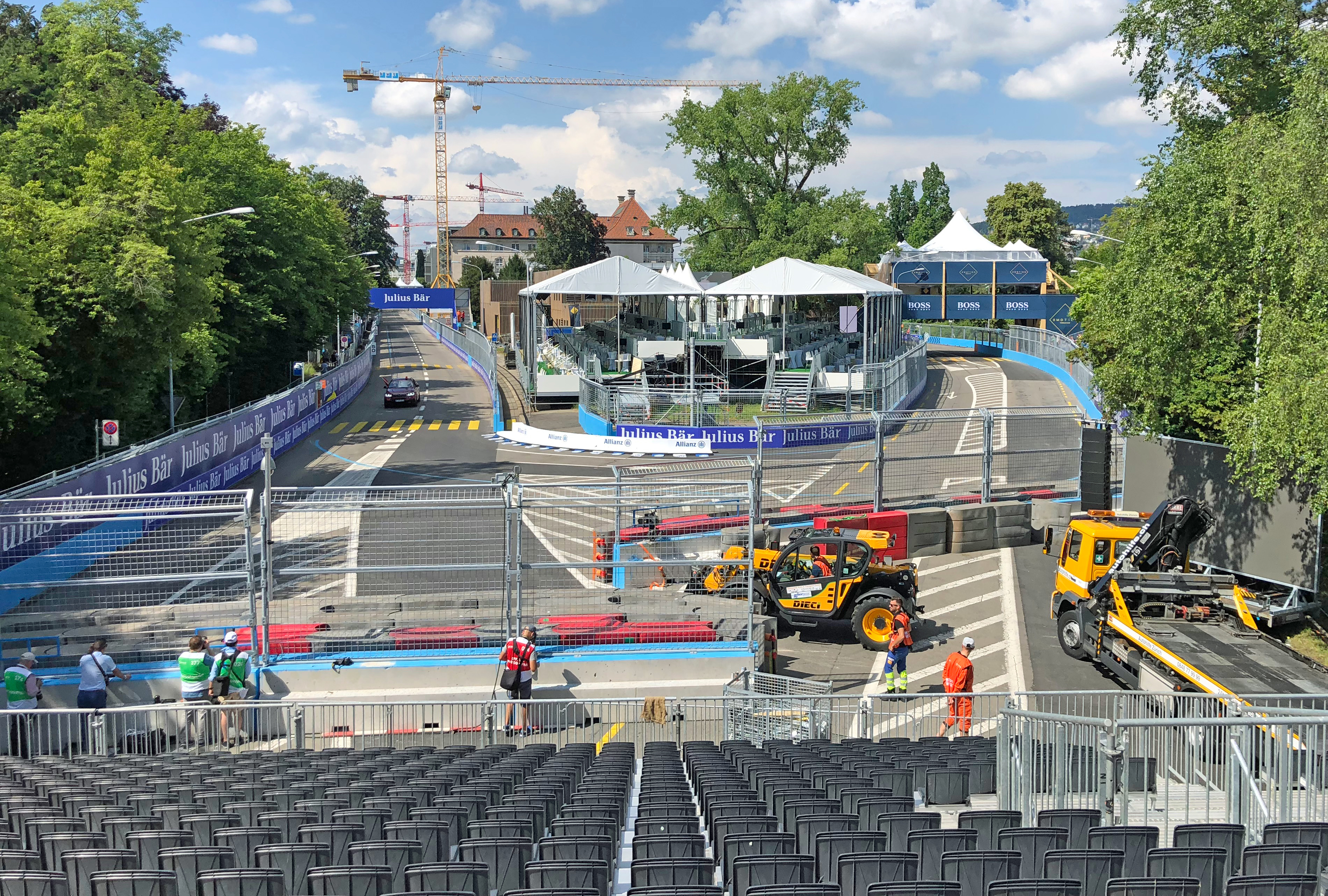
Armado del circuito callejero de Zúrich para la edición 2018 del e-Prix

## Historia

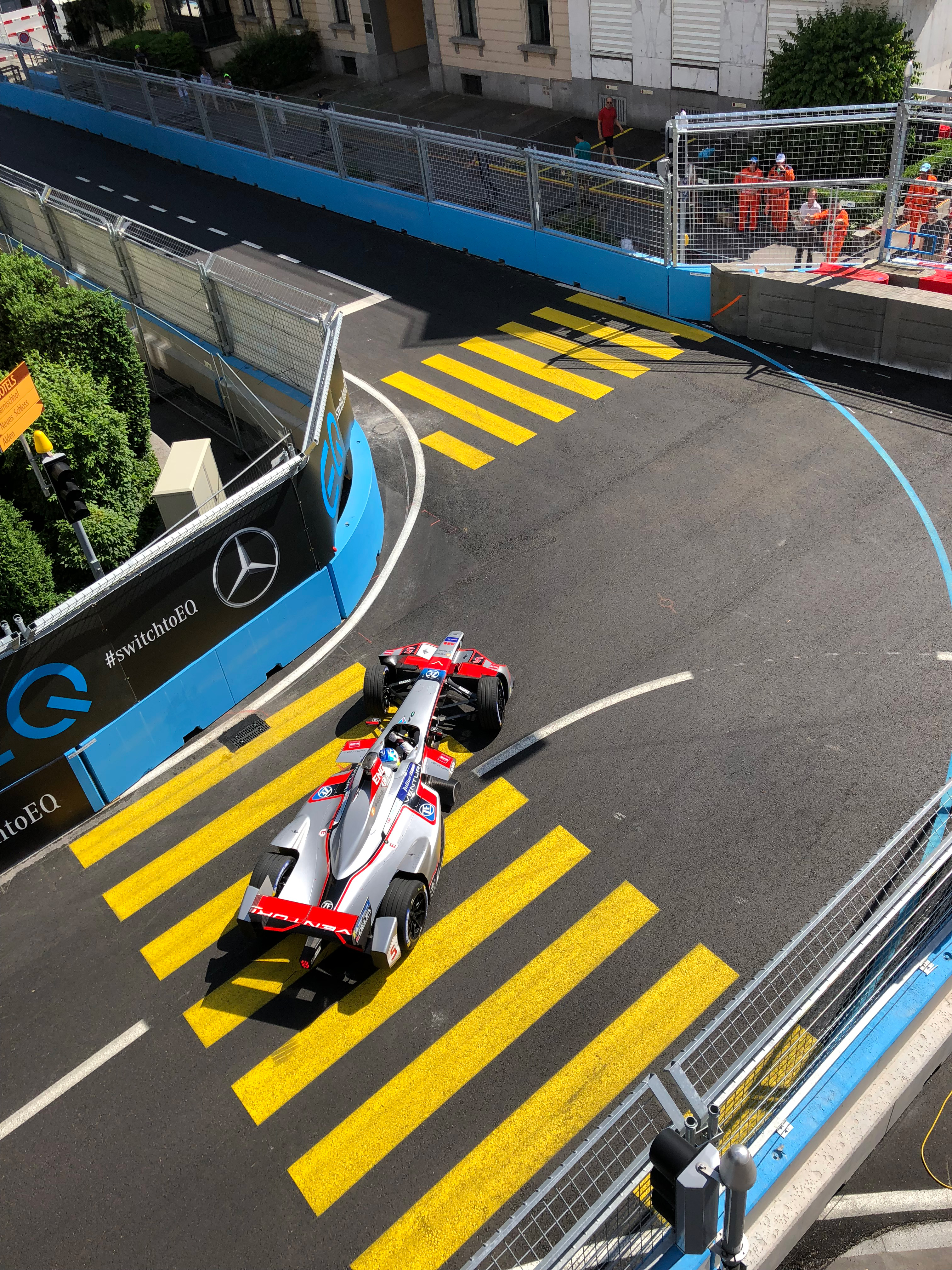
Maro Engel durante el e-Prix de 2018

Tras el accidente de las 24 Horas de Le Mans de 1955, el cual es considerado una de las mayores tragedias del automovilismo mundial, Suiza prohibió todo tipo de carreras en su territorio, por esto el Gran Premio de Suiza de 1954 fue la última carrera en el país por varias décadas.
Sin embargo, en 2015 el Consejo Nacional aprobó que se volvieran a realizar carreras profesionales pero solamente para vehículos eléctricos.
En un principio, hubo fuertes rumores de que el ePrix Suizo tendría lugar en Lugano, pero tras la falta de financiamento se decidió mover a Zúrich.

## Resultados
| Edición | Ganador         | Segundo  | Tercero           | Pole position | Vuelta rápida  |
| ------- | --------------- | -------- | ----------------- | ------------- | -------------- |
| 2018    | Lucas di Grassi | Sam Bird | Jérôme d'Ambrosio | Mitch Evans   | André Lotterer |